# Epoka lodowcowa 4: Wędrówka kontynentów
Epoka lodowcowa 4: Wędrówka kontynentów (ang. Ice Age: Continental Drift, 2012) – amerykański film animowany produkcji 20th Century Fox, którego światowa premiera odbyła się 27 czerwca 2012 roku. Film jest czwartą częścią filmu Epoka lodowcowa. Film zrealizowany w technologii 3D. Brytyjski boysband The Wanted wykonał na potrzeby filmu piosenkę „Chasing the Sun”.

## Fabuła
Podczas gdy Wiewiór nieumyślnie powoduje rozpad Pangei, Maniek i Ela muszą uporać się z problemami ich nastoletniej córki Brzoskwinki, która ma kłopoty z dopasowaniem się do swoich rówieśników. Ela próbuje wspierać swoją córkę, ale Maniek staje się nadzwyczaj nadopiekuńczy i nie przepada za jej przyjacielem jeżokretem Louisem. Tymczasem rodzina Sida powraca, ale tylko po to, aby podrzucić mu jego babcię która później znika. Szukając jej z Sidem i Diego Maniek zauważa, że jego córka i Louis poszli nad wodospad, gdzie spotykają się młode zwierzęta. Maniek daje córce szlaban na oczach młodzieży a nastolatka zawstydzona i zdenerwowana wraca do domu i oznajmia Mańkowi, że nie chce mieć takiego ojca. Niedługo potem nagłe trzęsienie ziemi spowodowane oddzieleniem się kontynentów oddziela Mańka od żony i córki. Uwięziony na dryfującej bryle lodu z Sidem i Diego, Maniek nie ma jak wrócić na ląd. Tymczasem wypiętrzające się góry zmuszają do ucieczki Elę, Brzoskwinkę i inne zwierzęta, które pozostały na lądzie. Na morzu Mańka, Sida i Diego spotyka ogromny sztorm, podczas którego płyną przez ogromne fale i prądy wodne a Ela, Brzoskwinka i inne zwierzęta idą do pomostu lądowego, aby uniknąć zmiażdżenia przez skalną ścianę.
Po gwałtownym sztormie, który odsuwa ich od lądu, grupa Mańka znajduje Babcię, która spała w dziupli a zaraz potem spotykają grupę piratów na pływającej górze lodowej, którzy dowodzeni są przez gigantopitka, kapitana Flaka. W skład załogi wchodzą: królik Zezol, słoń morski Flynn, borsuk Gupta, samica procoptodona Raz, głuptak Silas, dzik Dobson i piękna tygrysica Shira pełniąca rangę pierwszej oficer. Łapią głównych bohaterów, a Maniek dostaje ogromną kulą ze śniegu i mdleje, a następnie budzi się przywiązany do pnia. Następnie Flak wita się z nim i proponuje przyłączenie się do bandy po czym piraci śpiewają piosenkę o swoim kapitanie. Kiedy Maniek odmawia, Flak karzę wyrzucić ich za burtę a na pierwszy ogień idzie Babcia. Diego szykuje zasadzkę, dzięki której bohaterowie wydostają się ze statku, który tonie, jednak piratom udaje się znaleźć krę tak samo, jak Mańkowi, Sidowi, Diego i Babci. Shira zostaje uratowana przed zatonięciem przez głównych bohaterów, którzy proponują jej dołączenia do stada, jednak ta odmawia. Zapada noc, a na kontynencie Ela proponuje wszystkim odpocząć. W czasie gdy wszyscy idą spać, Brzoskwinka wisi na gałęzi i martwi się o tatę. Zauważa ją Ethan – jej obiekt westchnień – i proponuje, żeby szła z nim i jego paczką na pomost. Ta się zgadza i mamut dodaje jej, żeby się pozbyła Louisa. Zauważa to Ela i po rozmowie prosi córkę, żeby była sobą. Rano grupa Mańka ląduje na wyspie, gdzie jest prąd zatokowy, którym mogą wrócić do domu, jednak na wyspie spotykają piratów i ich niewolników – góralki. Między nimi a zwierzątkami dochodzi do porozumienia poprzez Sida i razem planują ukraść statek piratom i uratować więźniów. W nocy Diego rozmawia z Shirą i mówi jej że w przeciwieństwie do załogi Flaka, Stado się sobą opiekuje. Następnego dnia Shira ucieka by ostrzec piratów, przez co Maniek i reszta muszą się spieszyć. Usłyszawszy o porażce tygrysicy, Flak pozbawia jej rangi pierwszego oficera i oddaje ją Zezolowi, który z nią rywalizował. Podczas gdy góralki odwracają uwagę piratów, Diego uwalnia uwięzione góralki, zaś Sid i Babcia ściągają liny podtrzymujące statek. Plan się udaje, ale Sid je owoce kwiatu lotosu i zostaje sparaliżowany. Mańkowi, Sidowi i Babci udaje się dostać na skradziony statek zaś gdy Diego miał skoczyć, zatrzymuje go Shira, a ten próbuje ją przekonać, aby odeszła od piratów i dołączyła do Stada, aby mogła mieć lepsze życie, jednak ta zostaje, osłaniając ich. Wściekły Flak robi sobie nowy statek i płynie za bohaterami, chcąc zemścić się na Mańku.
Tymczasem, Brzoskwinka idzie z bandą Ethana przez jaskinię gdzie mówi im, że Louis nie jest jej kumplem. Louis to zauważa i odchodzi smutny. Zaraz potem Brzoskwinka i inne młode mamuty uciekają przed zasypaniem. Dla paczki Ethana to było super, więc oburzona idzie stamtąd. Ethan oświadcza jej, że i tak oposy w jej rodzinie są obciachowe. Jeszcze bardziej oburzona mówi, że jej rodzina nie jest obciachowa, oznajmiając, że ten ich gatunek wymrze pierwszy. W nocy Sid i Maniek naśmiewają się z Diego, który zakochał się w Shirze. Następnie spotykają syreny, które początkowo były: Shirą, idealnym partnerem dla Babci, idealną partnerką dla Sida, Brzoskwinką oraz Elą. Maniek, słysząc, że syrena, która udaje Elę, przyznaje mu rację, czego prawdziwa Ela nigdy by nie zrobiła, odkrywa że to fałszywka i ratuje swoich przyjaciół. Następnego dnia Brzoskwinka pyta się Eli, czy popełniła jakiś błąd, którego nie mogła odwrócić. Ta jej tłumaczy, że chłopcy mogą zawrócić w głowie i Brzoskwinka zaczyna rozumieć, że Ethan nie był tego wart i zamierza przeprosić Louisa. Potem wszystkie zwierzęta zauważają, że pomost lądowy w tajemniczy sposób został zniszczony, a ściana skalna zmierza w ich kierunku, by strącić ich do oceanu.
Gdy Maniek, Diego, Sid i Babcia docierają na miejsce odkrywają, że ich dom został całkowicie zmieniony na rzecz stworzenia się nowego kontynentu, pomost lądowy został zniszczony a Kapitan Flak i jego załoga dotarli tuż przed nimi i przetrzymują jego rodzinę oraz inne zwierzęta. Maniek zgadza się oddać się w ręce Flaka, żeby jego rodzina przeżyła, lecz ten chce ich wszystkich zabić za zniszczony i skradziony statek oraz stracone łupy. Nagle pojawia się Louis i rozkazuje, aby ten wypuścił Mańka i jego rodzinę. Gdy Flak rozkazuje Guptcie dać mu broń, ten zakopuje się pod lodem i uderza bryłą lodu w stopę Flaka, przez co wywiązuje się walka z piratami. Maniek chce ratować Elę która została przywiązana do bloku lodu, jednak zostaje zatrzymany przez Raz, która atakuje go rekinią szczęką. Gdy Sid i Babcia chcąc pomóc Mańkowi zostają przyparci przez Guptę i Flynna, Babcia woła Skarbusia – swego pupila, którego wszyscy biorą za wymyślonego lub martwego. Sid każe przestać babci wołać, lecz nieoczekiwanie pojawia się wieloryb, który okazuje się dawno zaginionym zwierzątkiem Babci. Shira chce uwolnić Elę, lecz atakuje ją Zezol, a ta naśmiewa się z jego marszczenia nosem, gdy się złości. Królik chce rzucić się na Shirę, lecz zostaje zgnieciony przez Elę, sama zaś Shira zostaje zaatakowana przez Dobsona, który strąca ją na drugi statek gdzie Maniek i reszta zostają przyparci przez piratów i mają zostać przez nich zrzuceni do wody. Kiedy wygląda na to że wszystko już jest stracone, pojawiają się Sid i Babcia wraz z Skarbusiem, który wodą strąca piratów ze statku, podczas gdy Flak ucieka, nie przejmując się losem swojej załogi. Gdy klif zaczyna się zawalać, Maniek chce uratować żonę, lecz Flak uniemożliwia mu to i chce zamordować Elę. Brzoskwinka postanawia uratować mamę i swoimi zdolnościami oposa nokautuje Flaka. Maniek jest pod ogromnym wrażeniem i zdaje sobie sprawę, że jego córka jest już dorosła. Maniek tworzy przejście na drugi statek żeby wszyscy mogli na niego przejść, jednak zostaje zaatakowany przez Flaka, po czym dochodzi do kolejnej walki pomiędzy Mańkiem a Flakiem, tym razem na płycie tektonicznej, która tnie trzeci statek piratów na pół. Gdy Flak chce zadać cios Mańkowi wielką kłodą drewna, Maniek patrząc na krę wpada na pomysł i odskakuje na drugą stronę kry która wystrzeliwuje Flaka w górę, po czym uderza Flaka pniem niczym kijem baseballowym w dal. Maniek spada z klifu, lecz ratuje go Skarbuś.
Flak wyczerpany po zaciętej walce widzi syrenę, która oczarowuje go swoim głosem przez co zostaje pożarty żywcem przez syreny. Maniek dociera szczęśliwie do swej rodziny na grzbiecie Skarbusia, a wszyscy są szczęśliwi, że już wrócił. Maniek chwali Sida, że jest bohaterem, a nie niedojdą, Brzoskwinka jest dumna z Louisa, że uratował sytuację, a Shira zgadza się na przyłączenie się do stada. Gdy wszyscy zauważają, że ich dolina została zniszczona przez wypiętrzające się góry, Skarbuś zabiera ich oraz inne zwierzęta na nowy kontynent, na którym zaszły już zmiany i na którym spotykają góralki, które się tu osiedliły. Gdy Brzoskwinka i Louis chcą się rozejrzeć po nowym miejscu, to Maniek mówi im, że jak opuszczą statek... to mają się dobrze bawić. Maniek jest dumny z Louisa i pozwala córce pójść pod warunkiem, że wróci godzinę po zmierzchu i wtedy cała dwójka przyłącza się do bandy Ethana, którzy wychwalają Louisa po to, by się im podlizać. Maniek godzi się z faktem że Brzoskwinka jest samodzielna, babcia Sida jest dumna, że Sid znalazł prawdziwą rodzinę, zaś ten natomiast daje jej w prezencie nową szczękę. Całe stado spogląda na widok nowego lądu, w którym będą mogli zamieszkać i żyć na nowo.

### Wiewiór
Wątek Wiewióra (Chris Wedge), tak jak w poprzednich częściach, jedynie delikatnie przeplata się z przygodami głównych bohaterów. Następuje to dwukrotnie: kiedy Wiewiór jest więźniem na statku piratów oraz kiedy siedzi w muszli, którą otwiera Sid.
Film zaczyna się tak, jak poprzednie części – od epizodu z Wiewiórem, który chce gdzieś wcisnąć swojego żołędzia. Wciska go na sam szczyt góry, ale zamiast skorupki żołędzia, pęka... skorupa ziemska. Wiewiór dostaje się do jądra ziemi i tam ganiając za swoim skarbem powoduje tytułową wędrówkę kontynentów. Przez to wydarzenie Maniek i jego koledzy zostają odłączeni od rodziny. Potem Wiewiór znajduje mapę na połówce żołędzia. Prowadzi ona do Wiewiórtydy – wymarzonego, wiewiórczego raju. Po licznych próbach dociera tam w końcu. Znajduje tam mnóstwo żołędzi i zabiera je. Niestety jego szczęście nie trwa długo, ponieważ wyjmuje ogromnego żołędzia, który okazał się „zatyczką” od wody. Kończy się na tym, że zatopił Wiewiórtydę i stworzył Dolinę Śmierci. Wiewiór świadomy swojego czynu chce się rozpłakać, jednak jego łzy zamieniają się w parę, która parzy jego oczy, przez co Wiewiór krzyczy z bólu.

## Obsada
- Ray Romano – Maniek
- Denis Leary – Diego
- John Leguizamo – Sid
- Jennifer Lopez – Shira
- Queen Latifah – Ela
- Keke Palmer – Brzoskwinka
- Seann William Scott – Zdzich
- Josh Peck – Edek
- Josh Gad – Louis
- Wanda Sykes – Babcia Sida
- Chris Wedge – Wiewiór
- Peter Dinklage – kapitan Flak
- Aziz Ansari – Zezol
- Kunal Nayyar – Gupta
- Rebel Wilson – Razi
- Nick Frost – Flynn
- Alain Chabat – Silas
- Drake – Ethan
- Nicki Minaj – Steffie
- Heather Morris – Katie
- Alan Tudyk – Milton, syrena
- Joy Behar – Eunice
- Ben Gleib – Marshall
- Eddie "Piolín" Sotelo – Wuj Grzyb
- Ester Dean – syrena
- Karen Disher – Wiewiórzyca
- Patrick Stewart – Władca Wiewiórtydy